# ヴィジョンズ (グラント・グリーンのアルバム)
『ヴィジョンズ』（Visions）は、アメリカ合衆国のジャズ・ギタリスト、グラント・グリーンが1971年に録音・発表したスタジオ・アルバム。「いったい現実を把握している者はいるだろうか?」はシカゴのカヴァーで、加えて「ラヴ・オン・ア・トゥー・ウェイ・ストリート」、「ウィヴ・オンリー・ジャスト・ビガン」、「ネヴァー・キャン・セイ・グッドバイ」といった、当時の全米トップ40ヒット曲のカヴァーも収録されている。

## 反響
グリーンのアルバムとしては唯一、アメリカの総合アルバム・チャートBillboard 200入りを果たし、最高151位を記録した。また、『ビルボード』のジャズ・アルバム・チャートでは5位、R&Bアルバム・チャートでは31位に達した。

## 評価・影響
Stephen Thomas Erlewineはオールミュージックにおいて5点満点中3点を付け「幾分緩いアルバムで、エレクトリックピアノを重視したアレンジも古臭さが感じられるが、グラント・グリーンが発表してきた商業的なポップ・ジャズ・アルバムの中では、最も魅力的で満足できる作品である」と評している。ケンドリック・ラマーは、2012年の楽曲「Sing About Me, I'm Dying of Thirst」において、本作収録曲「メイビー・トゥモロー」のサンプリングを使用した。

## 収録曲
1. いったい現実を把握している者はいるだろうか?（英語版） - "Does Anybody Really Know What Time It Is?" (Robert Lamm) - 5:12
2. メイビー・トゥモロー - "Maybe Tomorrow" (Marilyn Bergman, Alan Bergman, Quincy Jones) - 4:55
3. モーツァルトの交響曲第40番ト短調 - "Mozart Symphony #40 in G Minor, K550, 1st Movement" (Wolfgang Amadeus Mozart) - 4:08
4. ラヴ・オン・ア・トゥー・ウェイ・ストリート - "Love on a Two Way Street" (Bert Keyes, Sylvia Robinson) - 4:47
5. カンタロープ・ウーマン - "Cantaloupe Woman" (Ben Dixon) - 5:35
6. ウィヴ・オンリー・ジャスト・ビガン - "We've Only Just Begun" (Roger Nichols, Paul Williams) - 5:10
7. ネヴァー・キャン・セイ・グッドバイ - "Never Can Say Goodbye" (Clifton Davis) - 5:04
8. ブルース・フォー・アブラハム - "Blues for Abraham" (Emanuel Riggins) - 2:33

## 参加ミュージシャン
- グラント・グリーン - ギター
- エマニュエル・リギンス - エレクトリックピアノ
- ビリー・ウッテン - ヴィブラフォン
- チャック・レイニー - エレクトリックベース
- アイドリス・ムハマッド（英語版） - ドラムス
- ハロルド・カドウェル - ドラムス、パーカッション(on #8)
- レイ・アルマンド - コンガ